# Pusmazán
Pusmazán (llamada oficialmente San Mateo de Pusmazán) es una parroquia y un lugar español del municipio de Carballeda de Valdeorras, en la provincia de Orense, Galicia.

## Toponimia
La parroquia también es conocida por el nombre de San Mateu de Pusmazán.

## Organización territorial
La parroquia está formada por una entidad de población:
- Pusmazán

## Demografía
Gráfica demográfica del lugar y parroquia de Pusmazán según el INE español:
| Gráfica de evolución demográfica de Pusmazán entre 2000 y 2022 |
|                                                                |
| Datos según el nomenclátor publicado por el INE.               |